# Hooper, Utah
Hooper är en stad i Weber County i Utah. Vid 2010 års folkräkning hade Hooper 7 218 invånare.